# Гукас, Мэтт (старший)
Мэттью Джордж «Мэтт» Гукас старший (англ. Matthew George  "Matt" Guokas Sr.; 11 ноября 1915, Филадельфия, Пенсильвания — 9 декабря 1993, Флуртаун, Пенсильвания) — американский профессиональный баскетболист и диктор.

## Карьера
До войны Мэтт Гукас выступал за клуб из АБЛ «Уилкс-Барре Баронс». С 1941 по 1945 годы выступал за «Трентон Тайгерс». В следующем сезоне Мэтт играл за команду Баскетбольной ассоциации Америки (БАА) «Филадельфия Уорриорз», в составе которой стал чемпионом БАА в 1947 году, набирая в среднем за игру по 1,7 очка. После утраты правой ноги в автомобильной аварии Гукас пошёл в дикторы. Он был диктором футбольного клуба из НФЛ «Филадельфия Иглз» с 1953 по 1985 годы.
Его сын, Мэтт Гукас-младший, играл в НБА с 1966 по 1976 годы, тренировал «Филадельфию Севенти Сиксерс» и «Орландо Мэджик» и тоже работал диктором.
Отец и сын Гукасы - первый семейный дуэт, который становился чемпионом НБА. Это достижение повторили: Бэрри (Рик и Брент) и Уолтоны (Билл и Люк).